# Gabriela Preissová
Gabriela Preissová, född 23 mars 1862 i Kutná Hora, död 27 mars 1946 i Prag, var en tjeckisk författare. 
Preissová var dotter till en godsägare Sekera, men gifte sig 1880 med en tjänsteman Preiss. Hon debuterade 1877 under pseudonymen "Matylda Dumontová" och utgav sin första samling skisser 1886 under titeln Obrázky ze Slovácka (andra upplagan 1901). Bäst lyckade anses hennes berättelser med motiv från det slovakiska Böhmen och Mähren samt från Kärnten (Korutanské povídky, 1895). Stor scenisk framgång hade hennes realistiska folkskådespel Gazdína roba (Husträlinnan, 1889) och Její pastorkyňa (Hennes pastorsboställe, 1890).